# Réseau international pour le Tibet
Le Réseau international pour le Tibet, anciennement Réseau international de soutien au Tibet ou International Tibet Support Network (ITSN) est une organisation non gouvernementale (ONG) internationale regroupant 180 associations qui se focalisent sur la situation au Tibet et soutiennent le peuple tibétain. L'ITSN est coprésidée par Jamyang Dorjee et Dennis Cusack. 
Ces organismes sont situés dans toutes les régions du monde. Les membres de l’ITSN au Benelux sont International Campaign for Tibet avec des bureaux à Amsterdam et Bruxelles, le Tibet Support Group à Amsterdam, Les Amis du Tibet à Bruxelles, Tibet Initiative Deutschland à Berlin, Students for a Free Tibet, Tibetan Women's Association, Gu-Chu-Sum, Free Tibet Campaign, Australia Tibet Council (en), le Centre pour la justice au Tibet. 

## Fondation
Eva Herzer a co-fondé l'ITSN et participa à son comité directeur.